# Saproscincus tetradactylus
Espèce
Synonymes
- Lampropholis tetradactyla Greer & Kluge, 1980

Saproscincus tetradactylus est une espèce de sauriens de la famille des Scincidae.

## Répartition
Cette espèce est endémique du Queensland en Australie.

## Description
C'est un saurien ovipare.

## Publication originale
- Greer & Kluge, 1980 : A new species of Lampropholis (Lacertilia: Scincidae) from the rainforests of northeastern Queensland. Occasional Papers of the Museum of Zoology University of Michigan, no 691, p. 1-12 (texte intégral).